# Dewey Balfa
Dewey Balfa (Grand Louis, 20 maart 1927 - 17 juni 1992) was een cajun-violist. 
Balfa werd geboren in een landbouwersgezin in de buurt van Mamou. Zijn vader Charles Balfa was een share-cropper, die een stuk land pachtte, en zijn negen kinderen de liefde voor cajunmuziek bijbracht. Samen met zijn broers Will, Harry, Rodney en Burkeman begon Dewey Balfa op te treden. In 1964 en 1967 trad Balfa op het Newport Folk Festival. In 1965 vormde hij samen met zijn broers en accordeonist Hadley Fontenot de Balfa Brothers Band. In 1979 overleden zijn broers Will en Rodney in een auto-ongeval.
Door zijn positieve ervaringen op het Newport Folk Festival werd Balfa een ambassadeur voor de cajunmuziek en -cultuur. Hij trad verschillende keren op het Smithsonian Folklife Festival in Washington D.C. en hij toerde in de Verenigde Staten en het buitenland.
Matte werd opgenomen in de Hall of Fame van de Cajun French Music Association. In 1982 ontving Dewey Balfa een National Heritage Fellowship van de National Endowment for the Arts.